# Jean Bouchéty
Jean Bouchéty (parfois écrit Bouchety), né le 1er mars 1920 à l'Étang-la-Ville et mort le 19 juillet 2006 dans le 17e arrondissement de Paris, est un musicien, contrebassiste, compositeur et chef d'orchestre français. Il a composé plusieurs musiques de films.

## Biographie

### Période jazzy
En 1949, Jean Bouchéty est contrebassiste dans le quartette de jazz de Geo Daly, au côté de Bernard Peiffer au piano et de Roger Paraboschi à la batterie. Ils enregistrent le premier disque en 78 tours de Geo Daly : Nine O’Clock Jump et Moonglow chez Swing puis chez Jazztime.

### Chef d'orchestre
Jean Bouchéty accompagne avec son orchestre un certain nombre de chanteurs français pour lesquels il enregistre en studio.
- 1958 : Hugues Aufray pour la chanson Le Poinçonneur des Lilas.
- 1958 : Danyel Gérard pour les chansons When et D'où reviens-tu Billie Boy ?.
- 1959 : Jean Philippe pour le 45t dont la chanson Oui Oui Oui Oui représentait  la France au Concours Eurovision de la chanson 1959.
- 1959 : Jean-Yves Gran pour le 45t Pour ton mariage. La chanson Pour ton mariage remporte la 3e place au Coq d'or de la chanson française de 1959[3].
- 1960 : José Bartel pour la chanson Dans les rues de Bahia.
- 1961 : Eddy Mitchell pour les deux chansons du disque 100 % rock qui est le premier disque des Chaussettes Noires. Betty de Claude Moine et Jean Bouchéty. La Bamba rock (version de Ritchie Valens) - arrangements Jean Bouchéty.
- 1963 : Claude François pour plusieurs chansons dont Dis-lui, Marche tout droit et Moi, je voudrais bien me marier.
- 1964 : Eddy Mitchell pour plusieurs chansons dont Toujours un coin qui me rappelle
- 1964 : Jean-Jacques Debout pour le 45t comprenant la chansons Nos doigts se sont croisés
- 1966 : Éric Charden pour la chanson Le jour la nuit (You Won't See Me) (textes de Bryan Mu, alias Eric Charden).
- 1966 : Eddy Mitchell pour l'album comprenant J'ai oublié de l'oublier, Société anonyme, Et Maintenant, De la musique, etc.
- 1966 : Michel Polnareff pour les chansons L'Amour avec toi, La Poupée qui fait non, Chère Véronique, Beatnik, Ce que je cherche est en toi
- 1966 : Michel Orso pour la chanson Angélique
- 1967 : Michel Polnareff pour les chansons Âme câline, Le Roi des fourmis, Ta Ta Ta Ta, Sous quelle étoile suis-je né ?
- 1967 : Éric Charden  pour le 45t comprenant la chanson Le monde est gris, le monde est bleu.
- 1967 : Nicoletta pour plusieurs chansons dont Vis ta vie et Pense à l'été.
- 1967 : Jacqueline Taïeb pour le 45t comprenant la chanson 7 heures du matin.
- 1967 : Michel Fugain pour le 45t comprenant la chanson Je n'aurai pas le temps.
- 1968 : Michel Fugain pour la chanson À nous deux Paris (Je pars).
- 1968 : Jacqueline Dulac pour la chanson  Le Printemps à Paris.
- 1968 : Nicoletta pour plusieurs chansons dont Il est mort le soleil et Vivre pour l'amour.
- 1968 : Eddy Mitchell pour plusieurs chansons dont Je n'aime que toi et J'ai semé le vent
- 1970 : Jacqueline Dulac pour l'album Mosaïque (CBS)
- 1970 : Mireille Mathieu pour les chansons C'est dommage et C'est un peu la France
- 1970 : Nicoletta pour plusieurs chansons dont La solitude ça n'existe pas
- 1971 : Mireille Mathieu pour les chansons Donne ton cœur, donne ta vie, Je ne sais pas, ne sais plus, Toi que je désire  .
- 1972 : Michel Fugain et Le Big Bazar. Toutes les chansons dont Une belle histoire, Fais comme l'oiseau...
- 1972 : Daniel Guichard pour l'album comprenant La Tendresse , Faut pas pleurer comme ça, etc.
- 1973 : Éric Vincent pour les chansons Sans famille et Tant de choses.
- 1974 : Dalida pour la chanson Il venait d'avoir 18 ans.
- 1976 : Éric Vincent pour les chansons Un pays quelque part et Les fleurs se fanent entre mes doigts
- 1980 : Éric Vincent pour l'album Harmoniques
- 1983 : Éric Vincent pour l'album Voyage pour l'immédiat

## Musique de film
- 1959 : À pleines mains de Maurice Regamey, musique : Moustache (François Galepides) et Jean Bouchéty
- 1962 : Dossier 1413 d'Alfred Rode, direction de l'orchestre : Jean Bouchéty (éditions Salvet)
- 1965 : Yoyo de Pierre Étaix, orchestration de Jean Bouchéty
- 1966 : La Curée de Roger Vadim, musique de Jean Bouchéty et Jean-Pierre Bourtayre
- 1966 : Tant qu'on a la santé de Pierre Étaix, orchestration de Jean Bouchéty.
- 1973 : Je sais rien, mais je dirai tout de Pierre Richard, arrangement musical de Jean Bouchéty
- 1975 : Trop c'est trop de Didier Kaminka
- 1976 : Under the Doctor de Gerry Poulson
- 1978 : Lovelier than Love de Hans Dittmer
- 1980 : C'est encore loin l'Amérique ? de Roger Coggio
- 1980 : Cherchez l'erreur de Serge Korber, musique : Jean Bouchéty et Roger Candy
- 1981 : Belles, blondes et bronzées de Max Pécas, musique : Jean Bouchéty et Roger Candy
- 1981 : Comment draguer toutes les filles de Michel Vocoret, musique : Jean Bouchéty et Roger Candy
- 1982 : Le Bourgeois gentilhomme de Roger Coggio
- 1982 : On n'est pas sorti de l'auberge de Max Pécas, musique : Jean Bouchéty et Roger Candy